# 종순군
군론에서 종순군(從順群, 영어: amenable group)은 군의 작용에 불변인 유한 가법 확률 측도를 정의할 수 있는 국소 콤팩트 위상군이다.

## 정의

### 종순 작용
다음이 주어졌다고 하자.
- 군 {\displaystyle G}
- 측도 공간 {\displaystyle (X,\mu )}
- {\displaystyle G}의 {\displaystyle X} 위의 왼쪽 작용 {\displaystyle G\times X\to X}. 또한, 모든 {\displaystyle g\in G}에 대하여 {\displaystyle g\cdot }가 가측 함수라고 하자.

{\displaystyle X} 위의 실수 값 ∞-르베그 공간 {\displaystyle \operatorname {L} ^{\infty }(X;\mathbb {R} )}은 실수 바나흐 공간이며, 그 위에는 다음과 같은 {\displaystyle G}-왼쪽 작용이 존재한다.
{\displaystyle (g\cdot f)(x)=f(g^{-1}\cdot x)}
{\displaystyle \operatorname {L} ^{\infty }(X;\mathbb {R} )} 위의 불변 평균은 다음 조건들을 만족시키는, 연속 쌍대 공간의 원소
{\displaystyle \phi \in \operatorname {L} ^{\infty }(X;\mathbb {R} )^{*}}
이다.
- {\displaystyle \|\phi \|_{\operatorname {L} ^{\infty }(X;\mathbb {R} )^{*}}=1}. 즉, 작용소 노름이 1이다.
- 임의의 {\displaystyle f\in \operatorname {L} ^{\infty }(X;\mathbb {R} )}에 대하여, 만약 거의 어디서나 {\displaystyle f\geq 0}이라면 (즉, {\displaystyle \mu (f^{-1}((-\infty ,0)))=0}이라면), {\displaystyle \phi (f)\geq 0}이다.
- 임의의 {\displaystyle f\in \operatorname {L} ^{\infty }(X;\mathbb {R} )} 및 {\displaystyle g\in G}에 대하여, {\displaystyle \phi (g\cdot f)=\phi (f)}이다.

만약 불편 평균이 존재한다면, 군의 작용 {\displaystyle \cdot \colon G\times X\to X}을 종순 작용(영어: amenable action)이라고 한다.
(만약 {\displaystyle X}가 이산 공간일 경우, {\displaystyle \operatorname {L} ^{\infty }(X;\mathbb {R} )^{*}}는 유한 가법 측도의 공간과 같다.)

### 종순군
국소 콤팩트 하우스도르프 위상군 {\displaystyle G}에는 왼쪽 하르 측도 {\displaystyle \mu _{\text{LH}}}와 오른쪽 하르 측도 {\displaystyle \mu _{\text{RH}}}가 존재한다. 또한, {\displaystyle G}는 스스로 위의 왼쪽 및 오른쪽 작용을 갖는다. 이 경우, {\displaystyle G}에 대하여 다음 두 조건이 서로 동치이며, 이를 만족시키는 국소 콤팩트 하우스도르프 위상군을 종순군이라고 한다.
- {\displaystyle G}의, {\displaystyle (G,\mu _{\text{LH}})} 위의 왼쪽 작용은 종순 작용이다.
- {\displaystyle G}의, {\displaystyle (G,\mu _{\text{RH}})} 위의 오른쪽 작용은 종순 작용이다.

## 성질
제2 가산 콤팩트 하우스도르프 위상군의 경우 다음 두 조건이 서로 동치이다.
- 종순군이다.
- 복소수 바나흐 대수 {\displaystyle \operatorname {L} ^{\infty }(G;\mathbb {C} )}는 종순 바나흐 대수이다.

### 연산에 대한 닫힘
종순군의 닫힌 부분군은 종순군이다.
종순군의 닫힌 부분군에 대한 몫군은 종순군이다.
유한 개의 종순군의 직접곱은 종순군이다. (그러나 무한 개의 경우 이는 성립하지 못할 수 있다.)
모든 국소 콤팩트 하우스도르프 아벨 군은 종속군이다.

## 예
모든 유한군은 (이산 위상을 부여했을 때) 종순군이다. (이 경우 셈 확률 측도는 왼쪽·오른쪽 불변 평균을 이룬다.)
(이산 위상을 갖춘) 무한 순환군 {\displaystyle (\mathbb {Z} ,+)}은 종순군이다. 그러나 그 위의 불변 평균을 구성하려면 선택 공리가 필요하다. 즉, 이러한 불변 평균을 구체적으로 제시할 수 없다.
두 개 이상의 원소로 생성되는 자유군은 (이산 위상을 부여했을 때) 종순군이 아니다. 또한, 이를 부분군으로 갖는 (이산 위상의) 군은 종순군이 아니다.

## 역사
종순군의 개념은 존 폰 노이만이 바나흐-타르스키 역설을 다루기 위하여 1929년에 도입하였다. 폰 노이만은 이 개념을 ‘가측군’(독일어: messbar Gruppe)이라고 일컬었다.
이후 1949년에 말런 데이(영어: Mahlon M. Day)가 ‘종순군’(영어: amenable group)이라는 용어를 도입하였다. 이 용어는 다음과 같은 언어 유희에서 비롯하였다.
영어: amenable 어미너블[*] → a 어[*] + mean 민[*](“평균”) + -able 어블[*](“~가능”)